# پائوسکوتو
پائوسکوتو (به لاتین: Paoskoto) یک منطقهٔ مسکونی در سنگال است که در نیورو دو ریپ واقع شده‌است. پائوسکوتو ۴۳٬۴۶۰ نفر جمعیت دارد.